# Ziegenbrink
Der Ziegenbrink ist ein Berg in der niedersächsischen Stadt Osnabrück.

## Lage
Der Ziegenbrink mit einer Höhe von 112 m, gehört zur Berningshöhe, welche am Bröcker Berg (123 m) den höchsten Punkt erreicht. Östlich auf der anderen Seite der Bundesstraße 68 befindet sich der Schölerberg (126,6 m), westlich der Kalkhügel   (93,7 m). Nördlich fällt der Berg in das flache Gebiet der Osnabrücker Innenstadt ab, welches am Rathaus eine Höhe von 65 m aufweist.
Im Winter ist es bei Schnee möglich am Ziegenbrink auf einer Rodelpiste mit 250 m Länge zu rodeln.

## Geschichte
Aufgrund der schlechten Bodenqualität auf der Berningshöhe war der Ziegenbrink früher als Weidefläche für Schafe und Ziegen ausgewiesen, woher auch der Name des Berges stammt. Aufgrund des Mergels, Lehm und Kalkstein war der Bewuchs hier spärlich, woher auch der Name des südlich gelegenen Armenholz stammt. Ein früher am Ziegenbrink betriebener Steinbruch wurde später mit Bauschutt verfüllt.
Im Zweiten Weltkrieg wurde unterhalb des Ziegenbrink eine Flakkaserne gebaut. Gleichzeitig wurden mehrere Luftschutzstollen um den Ziegenbrink angelegt.
Nach dem Krieg und der Aufstellung der Bundeswehr wurde das Gelände der Flakkaserne durch die Bundeswehr als General-Martini-Kaserne genutzt.
Stationiert waren hier das Fernmelde-Regiment 11 und das Fernmelde-Regiment 71 der Luftwaffe.
Zeitweise residierte am Ziegenbrink eine Wagenburg. Diese wurde später zum Fürstenauer Weg umgesiedelt.
Ein weites Medienecho gab es am Ziegenbrink im Februar 2017 als dort ein Grabstein vermeintlich wild entsorgt wurde. Anwohner sorgten sich um die Sicherheit der dort Schlitten fahrenden Kinder, sodass der Grabstein der Stadt gemeldet wurde. Nachforschungen der Neuen Osnabrücker Zeitung ergaben, dass dort ein lokaler Hip-Hop-Musiker ein Musikvideo gedreht hatte und den Stein noch nicht wieder abholen konnte. Kurze Zeit später hatte der Künstler den Grabstein abgeholt.

### Sender Osnabrück-Ziegenbrink
Der NWDR baute 1948 am Ziegenbrink einen Sendemasten zur Verbreitung des Rundfunks in der Region um Osnabrück. Der 108 m hohe Mast war bis 1974 in Betrieb und wurde 1978 umgelegt.

### Wetterstation
Der Deutsche Wetterdienst richtete im Februar 1952 auf dem Ziegenbrink eine Wetterstation ein. Vorher befand sich diese Messstation in Bramsche.
Drei Mitarbeiter zeichneten hier bis zur Automatisierung in 2001 die Wetterdaten auf.
Im Jahr 2011 musste der Standort aufgrund der für Wetterbeobachtungen immer ungünstiger werdenden Messumfeldbedingungen aufgegeben werden. So störte der Baumbewuchs, der sich mit den Jahren am Berg gebildet hatte, die Windmessung, sodass die Ergebnisse verfälscht wurden.
In Belm wurde ein neuer Standort für Messungen des DWD gefunden. Am Ziegenbrink wird jedoch durch die Luftmessstation die Temperatur weiterhin aufgezeichnet. So wurden am 25. Juli 2019 dort 39,6 °C gemessen, was einen neuen Rekordwert für den Ziegenbrink darstellt.
Ab Sommer 2011 baute Meteomedia zusammen mit den Stadtwerken Osnabrück in Haste eine neue vollautomatische Wetterstation auf.
Extremwerte

Extremwerte der geschlossenen Wetterstation am Ziegenbrink:
- Höchste gemessene Temperatur am 12. August 2003: 37,2 °C
- Tiefste gemessene Temperatur am 16. Januar 1956: −21,4 °C[11]

## Luftmessstation Bomblatstraße
Unterhalb des Gipfels des Ziegenbrink befindet sich seit 1988 eine Messstelle des Lufthygienischen Überwachungssystems Niedersachsen (LÜN). Die Messstelle wird durch das staatliche Gewerbeaufsichtsamt Hildesheim betrieben und misst sowie registriert den Schadstoffgehalt der Luft. Die hier ermittelten Messwerte bilden die Hintergrundbelastung der Luft in der Stadt Osnabrück. Eine weitere Messstelle befindet sich am Schlosswall in der Innenstadt, dort wird die stadtbezogene Belastung der Luft gemessen.

## Gemeinschaftszentrum Ziegenbrink
Die Stadt kaufte 1979 das ehemalige Gebäude des NDR und gestaltete es in ein Gemeinschaftszentrum um. Das umgebaute Gebäude wurde im Februar 1982 eröffnet.